# ثنائيات النوى
ثنائيات النوى أو فطريات راقية (الاسم العلمي: Dikarya) هقطريات راقية تحت مملكة من الفطريات
.

## شعب
- دعاميات
- زقيات